# Votez Bougon
Pour plus de détails, voir Fiche technique et Distribution.
Votez Bougon est un film québécois réalisé par Jean-François Pouliot sorti en 2016. 

## Synopsis
Le film reprend l'univers et les personnages de la série télévisée Les Bougon, c'est aussi ça la vie!. Paul Bougon, le père d'une famille vivant d'aide sociale, décide de se lancer en politique pour réformer un système trop corrompu et bureaucrate. Il fonde le « Parti de l’Écœurement National » (le PEN) et s'adjoint de sa femme Rita et de ses enfants. Son discours populiste réussit à lui attirer de nombreux sympathisants.

## Fiche technique
- Titre original : Votez Bougon
- Réalisation : Jean-François Pouliot
- Scénario :  Jean-François Mercier, François Avard, Louis Morissette
- Musique : FM Le Sieur
- Direction artistique : Normand Sarrazin
- Costumes : Éric Poirier
- Maquillage : Kim Chantal Frenette
- Coiffure : Lyne Lapiana
- Photographie : Allen Smith
- Son : Raymond Vermette, Louis Gignac, Guy Pelletier, Christian Bouchard
- Montage : Éric Drouin
- Production : Fabienne Larouche, Michel Trudeau
- Société de production : AETIOS Productions
- Sociétés de distribution : AETIOS Distribution, Remstar, Entract Films
- Budget : 5 millions $CAN[1]
- Pays d'origine :  Canada
- Langue originale : français
- Format : couleur
- Genre : Comédie
- Durée : 93 minutes
- Dates de sortie :
  - Canada : 12 décembre 2016 (première au Théâtre Denise-Pelletier de Montréal)[2]
  - Canada : 16 décembre 2016 (sortie en salle au Québec)

## Distribution
- Rémy Girard : Paul « Papa » Bougon
- Louison Danis : Rita « Maman » Bougon
- Claude Laroche : Frédéric « Mononque » Bougon
- Hélène Bourgeois Leclerc : Dolorès « Dodo » Bougon
- Antoine Bertrand : Paul « Junior » Bougon
- Vincent Bilodeau : Chabot, policier
- Laurence Barrette : Mao Bougon
- Gaston Lepage : Jean Bessette, beau-frère industriel
- Patrice Coquereau : Gratien Therrien
- Joseph Mesiano : Chico
- Louise Bombardier : Aline Bessette, sœur de Rita
- Antoine Vézina : Roger Denis, journaliste
- Alain Dumas : Alex, animateur du débat des chefs
- Serge Denoncourt : animateur télé Grande messe
- Annette Garant : responsable du protocole
- Jean-Pierre Bergeron : Gagnon, président de la Sauvegarde des assistés québécois (SAQ)
- Stéphane Demers : commissaire à l'éthique
- Julie Ménard : Pétronia Chagnon, cheffe du Parti vert socialiste indépendantiste ou presque
- Claude Robinson : lui-même
- Pierre Chagnon : narration (voix)